# Idéologie punk
Pour les articles homonymes, voir Punk.
L'idéologie punk rassemble les courants de pensée qui ont émergé avec le mouvement punk et ses variantes dans le temps : écrits (textes de chansons, presse alternative, fanzines), le graphisme, l'esthétique et la musique (Sex Pistols, The Clash, Jamie Reid…). Son action, proche du mouvement do it yourself (en français : faites-le vous-même), est ouvertement politique, liée à la contestation de l'ordre établi, à la notion de liberté individuelle, à l'anarchisme (Crass, Jello Biafra, Bérurier Noir, etc.). De nombreux auteurs comme Greil Marcus ont, après 1977, éclairé d'un jour nouveau les origines d'un mouvement qui a son importance dans la culture occidentale depuis son apparition à la fin des années 1970.
L'idéologie punk est basée sur des concepts existentialistes, anarchistes, individualistes, antiautoritaires, égalitaires voire nihilistes, avec une forte revendication de liberté personnelle et sociale, de contestation de la loi et des autorités, souvent antiraciste et antinazi, luttant ouvertement contre le racisme via l'expression artistique ou musicale. Ainsi, le punk met en avant l'urgence, l'improvisation, la singularité, le désordre, voire l'émeute.
La « philosophie punk » se caractérise par l'esprit de subversion, le do it yourself, le détournement des codes, la dérision, la mise en place de structures « alternatives », l'anticapitalisme, la liberté maximale de l'individu et la mise en place d'un cadre de vie comportant le moins de restrictions possibles.
Le punk, genre musical, est ainsi associé avec beaucoup de slogans : no future (en français : « pas d'avenir »), punk's not dead (en français : « le punk n'est pas mort ») ; les titres des Clash comme White Riot (en français : Émeute blanche).
Craig O'Hara a publié en 1995 un ouvrage ensuite édité en plusieurs langues, intitulé en français La Philosophie du punk, philosophie alternative promise selon lui à un bel avenir.

## Histoire
Des groupes comme Les Sales Majestés, Bérurier Noir, MC5, Discharge, Avskum, Mob 47, Black Flag, Dead Kennedys, Bad Religion, Crass, CPg, Conflict, Subhumans et beaucoup d'autres ont contribué à politiser le mouvement.
Dans leurs paroles, ces groupes expriment une subversion, un mécontentement souvent radical à l’égard du système et des institutions qui organisent et gèrent le monde. Les paroles mettent souvent le doigt sur les injustices, l'indigence de la classe politique et l'appel au rassemblement de la jeunesse.

### Nihilisme vs. avenir
À l'origine, les punks, qui baignent dans la fin des illusions hippies des années 1970, sont souvent des individus créatifs qui redoublent d'énergie devant la vision très négative du monde et de l'avenir, l'ennui et l'asphyxie qui se présente à la jeunesse. Alors que le Disco est dominant, ils vivent l'amusement frivole comme une tromperie ringarde et se tournent vers une autre musique brute et rebelle, expression du désœuvrement moral de la jeunesse. Beaucoup plongent dans la drogue, le refus de tout, la musique non conventionnelle, etc. C'est aussi par esprit de révolte contre un système qui ne leur offrait pas cet avenir que les Sex Pistols lancèrent le « No Future », appelant à la révolte contre l'ordre établi et la morale bourgeoise. En effet, on oublie la plupart du temps de mentionner que ce slogan, si caractéristique du mouvement punk à ses débuts, ne cite que les deux premiers mots de la phrase complète… qui est : "No future… for you !" (Pas de futur pour vous ! —cette invective s'adressant, bien entendu, aux "bien-pensants" de tout poil…).
Un membre de Métal Urbain, Éric Débris, a écrit qu'à cette époque, le monde n'était pas en couleurs, mais en noir et blanc.
Ce discours, souvent à l'origine extrêmement sombre et pour certains tourné vers l'auto-destruction, cohabite avec l'ambiance fun et destroy, des concerts et une certaine insouciance alcoolisée à la bière qui règne souvent dans les concerts. Dès le début des années 1980, une nouvelle forme de révolte prend la place : beaucoup de groupes punk se politisent, pour le droit des femmes, contre le racisme, etc. C'est notamment ce que portent les Bérurier Noir, dénonçant l'état du monde, l'égoïsme des hommes, et militant en musique pour un monde plus noble, plus libre, d'où seraient éradiqués racisme, sexisme, pollution, guerres, etc.

### Vie et mort d'une idée neuve
Lester Bangs, dès 1977, déclare le punk mort. Pourtant, il est lui-même l'auteur d'un article de référence sur The Clash. Ce point de vue s'expliquerait en revenant à ce qui fonde le punk pour se faire une idée : le mot lui-même vient de l'argot cockney et signifie pourri, sale. L'épingle à nourrice, érigée en symbole du punk, est le sommet de la représentation du néant. Le punk est donc, considéré sous cet angle, associé à une symbolique du néant, nihiliste au point de nier sa propre existence : en toute logique, s'il ne peut exister, il est mort à l'avance. Or, avec son explosion médiatique en 1977, le punk a nécessairement existé, ce qui aurait provoqué sa mort. En un sens, le punk est le néant : il porte un nom, mais n'existe pas tangiblement. Il est donc mort mais existe quand même.
Punk is dead est aussi le titre d'une chanson de Crass, sur l'album The Feeding Of The 5000 (1978), où le groupe reproche au punk d'être devenu une mode, notamment en s'en prenant à la tournure qu'a prise The Clash à cette époque (signature avec une grosse maison de disques), alors que son principe premier tenait justement dans son indépendance vis-à-vis de ce qui est établi.
Le mouvement punk essaye de ne pas être qu'une simple étiquette, mais bel et bien un mouvement actif, une attitude dont le but n'est pas de s'afficher en tant que punk, mais d'agir pour des causes qui touchent à cœur ceux qui participent au mouvement. On peut citer les chansons militantes du groupe Brigada Flores Magon, dont les membres appartiennent à la mouvance anarchiste, ou le groupe Banlieue rouge 2.

### Marchandisation du mouvement
L'esprit punk de contestation de l'ordre établi et de créativité, a très souvent cédé la place à des démarches commerciales par certains groupes et par presque toutes les maisons de disques de la planète.
Avec le N-ième revival du punk rock originel, des groupes soutenus par de grandes maisons de disques ou par des groupes comme Sum 41, Blink-182 font leur apparition. Un nouveau sous-genre, plus commercial, fait donc son apparition : le Skate punk. Ainsi, à la fin des années 1990, le punk s'est réduit à un aspect « fun », insistant plus sur le côté musical et l'apparence, plutôt que sur l'idéologique sociale ou politique. Le mouvement Néo punk, plus récent, devient une musique pour les adolescents, et n'est presque plus un mouvement contestataire.
Cependant, quelques labels militants comme Crash Disques ou FZM en France et quelques groupes plus subversifs entretiennent toujours la flamme et l'esprit du punk alternatif et militant, qui se sont diffusés dans d'autres domaines artistiques (fanzine) ou sociaux (les squats, l'antispécisme).
De son côté, le milieu de la mode a, presque dès les premières années du mouvement (1978-1983..), "récupéré" les innovations vestimentaires issues, sans arrière-pensées, de la créativité des ados. La "grande prêtresse du punk", elle-même, Vivienne Westwood, mariée au manager des Sex Pistols, qui fut parmi les premières à promouvoir les harnachements venus de la rue (streetwear), n'hésita pas à "s'auto-parodier". En 1981 elle réalise son premier défilé, se rapprochant ainsi des coutumes traditionnelles de la "Haute" Couture. En 1982 elle lance sa première collection, signant définitivement son entrée dans ce milieu extrêmement fermé.
D'autres maisons de couture sentent très rapidement que ce nouveau look peut fournir des éléments de style intéressants, dans la perspective de revivifier la renommée "avant-gardiste" des défilés de luxe (Kenzo, Thierry Mugler avec le "Post-punk", Gianni Versace, et, plus authentique, Jean-Paul Gaultier).

## Le cynisme punk

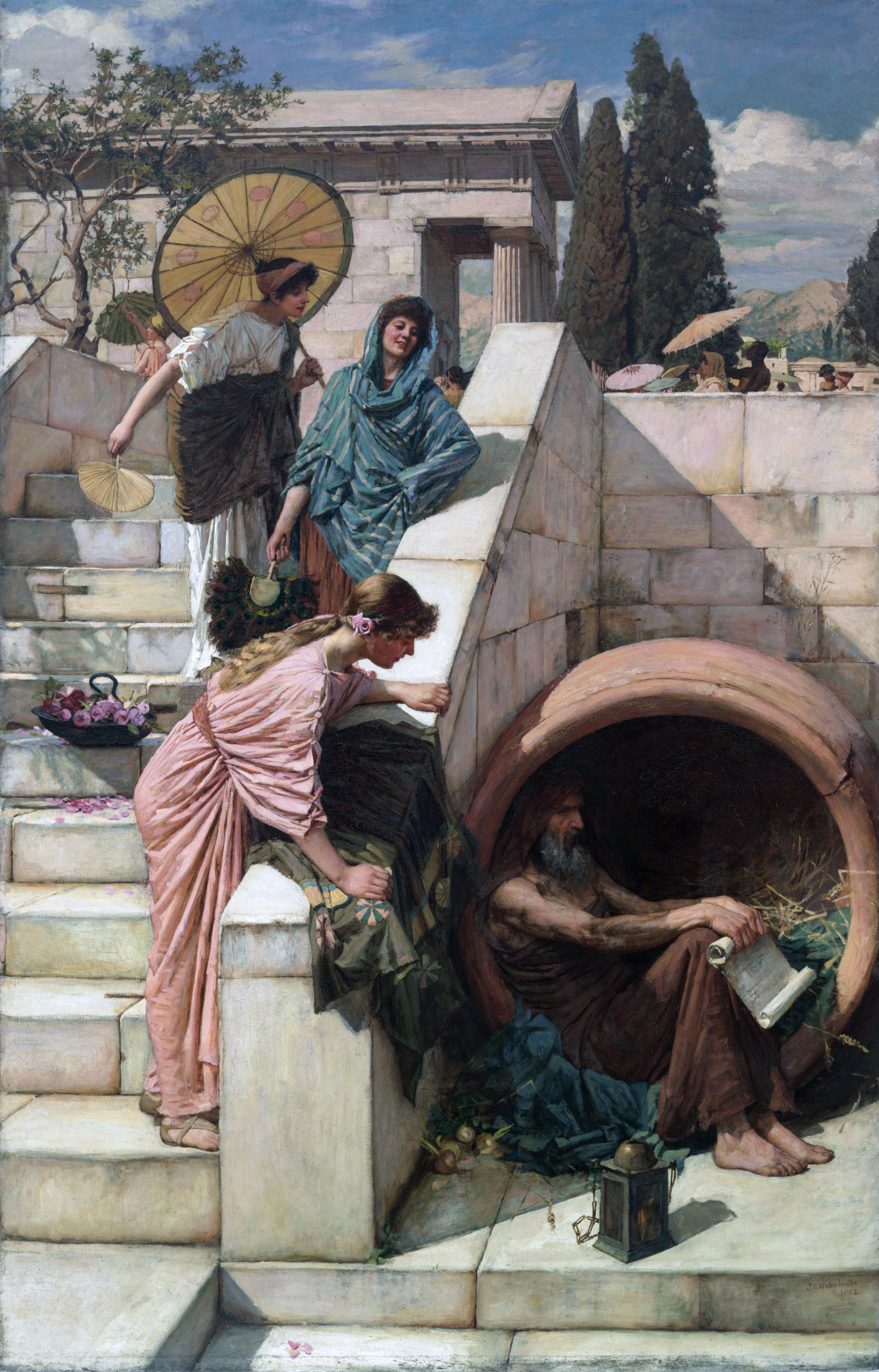
Figure de Diogène de Sinope, philosophie cynique.

On considère souvent les punks comme les héritiers du cynisme diogénien et du nihilisme. Les cyniques plaçaient comme valeur première l'auto-suffisance, c'est-à-dire le fait de savoir se contenter du minimum sans accorder d'importances aux luxes superflus. On retrouve ce principe dans l'idéal d'autogestion des punks. Un autre point commun est l'aspect populaire de ces deux courants. Le cynisme était considéré comme « la voie la plus courte vers la philosophie », parce qu'il était censé permettre de devenir sage sans passer par de longues études à l'académie, au portique, au lycée ou autre. De la même manière, le mouvement punk s'appuie peu à peu avec la multiplication spontanée des groupes, sur une base populaire, à commencer par les milieux ouvriers, et propose un mode de vie se voulant cohérent sans requérir des dispositions intellectuelles élevées. Le punk reprend aussi certains aspects de la philosophie de Nietzsche, méprisant les conventions sociales, l'ordre établi, la hiérarchie, ironisant sur la valeur de la vie sans avenir (le punk a été appelé "Dole queue rock", c'est-à-dire rock des files d'attentes de chômeurs) ou par la suite sur l'état désastreux du monde. Dans les années 1990 avec le rock alternatif (descendant naturel du punk), l'idée de solidarité est souvent associée aux punks.

## Esthétique punk
La symbolique visuelle comporte souvent des images associées à la mort, à la violence, à la destruction, au nihilisme.
La représentation ou la symbolisation graphique du chaos, quant à elle, renvoie à sa représentation musicale qu'est la musique punk. Les Sex Pistols, mais aussi les Damned, ont créé, musicalement et visuellement, une représentation du chaos ; que ce soit par des chansons considérées comme brutales ou par la célèbre photo des Damned couverts de crème de rasage, ou la pochette de Nevermind the bollocks des Sex Pistols.
L'esthétique punk est souvent la marque d'une volonté d'éclatement des codes et des formes traditionnelles du rock dépassées, de détruire (pour recréer), de déconstruire, et/ou de sublimer un monde dont la structure sociale sclérosée, d'après les punks, opprime l'humain et où la Paix et le bien-vivre sont exclus de l'ambiance dominante.
L'accélération du tempo et le thème du collage, les vêtements déchirés, le noir et blanc, les cheveux verts, l'éclatement visuel et sonore, la déflagration, une certaine fascination passagère pour le néant, le vide, le lettraset font partie de l'esthétique punk. Mais aussi la flamboyance et l'outrage (Look du Bromley Contingent, groupe de fan suiveurs des Pistols avec Siouxsie Sioux).

## Tendances politiques

### Anarchisme
L'idéologie politique la plus souvent associée au punk est l'anarchisme.
La majorité des punks pensent que seule une organisation anarchiste permettrait l'accomplissement de leur lutte, pour une vie basée sur la liberté de chacun et le respect mutuel. Une idéologie autre surgit des cendres du punk, mort dans le commerce, l'alcool et la drogue. Une poignée de punks révoltés par la perte de la philosophie punk, qui vers le milieu des années 1970 ne se résumait plus qu'à boire de la bière et porter un blouson en cuir de par sa dégradation commerciale, se réunirent autour de l'anarchisme en en faisant leur pilier pour cette lutte en laquelle ils croyaient : « Punk isn't dead! », « Anarchy and freedom is what I want » pour citer Crass. Ces punks se firent appeler « anarcho-punks » pour se différencier d'un mouvement devenu « beauf » et dans lequel ils ne se reconnaissaient plus. Peu de punks anarchistes se revendiquent uniquement du punk et très peu de punks n'ont pas d'idées anarchistes, car la philosophie punk y est étroitement liée, qu'elle soit anarcho-punk ou pas.

### Autres tendances
Joe Strummer des Clash était socialiste et Ted Leo (de Chisel) est libéral.
Certaines ramifications du Punk, comme le psychobilly, la musique gothique, l'indie pop et le garage punk se définissent comme apolitiques.[réf. nécessaire]

### Antiautoritarisme
Selon une certaine vision du punk, l'autorité pousserait les gens à des extrêmes intolérables. Ils considéreraient les polices, le clergé, les gouvernements, et beaucoup d'institutions comme dangereuses et aliénantes. Selon eux, l'autorité mènerait à la corruption et aux abus. Cette vision de l'autorité serait issue de l'idéologie politique anarchiste. La brutalité de la police et la discrimination institutionnelle à l'égard des punks compteraient aussi dans la position des punks face à l'autoritarisme[réf. nécessaire].

### Anticonformisme

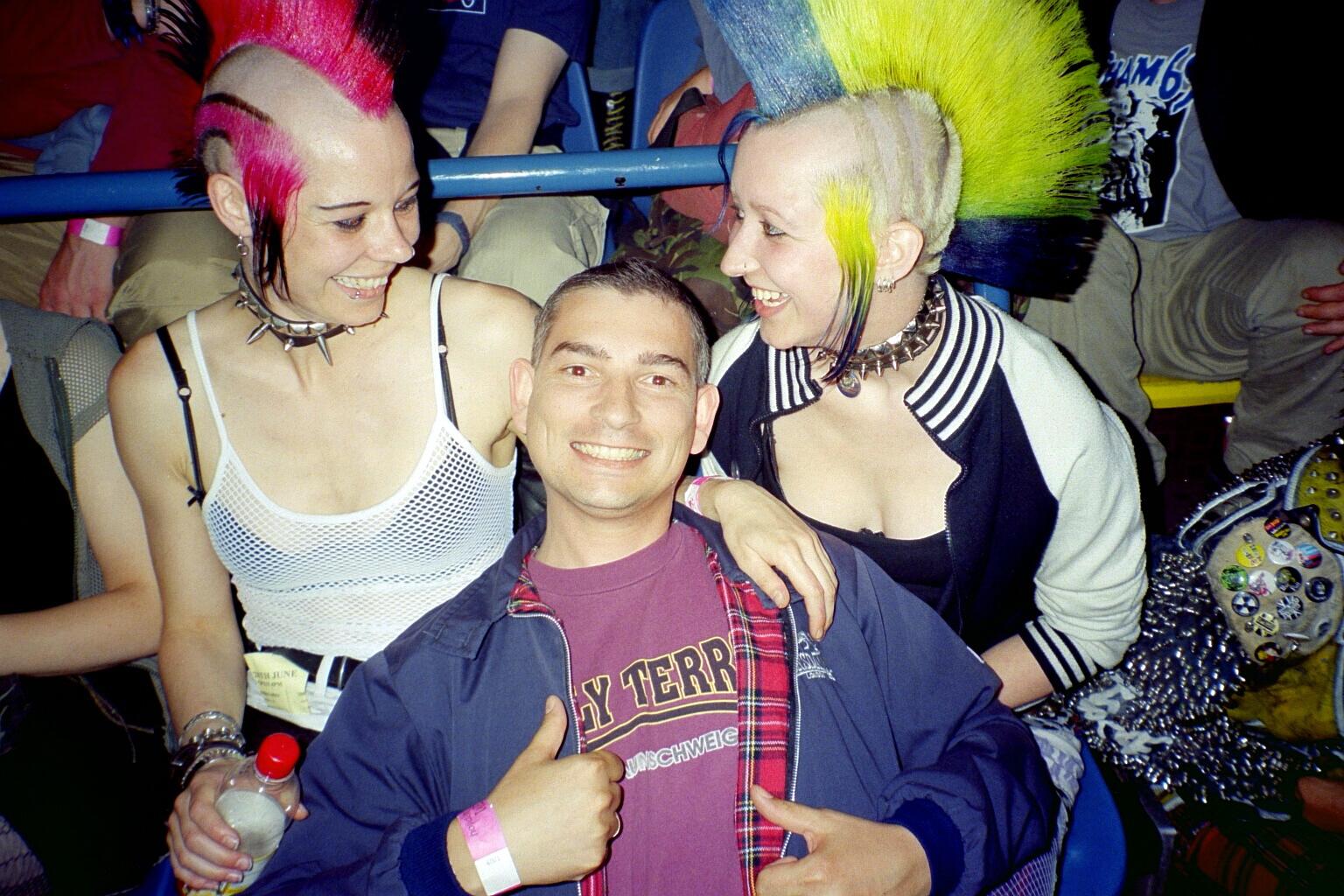
La mode punk, un exemple d'anticonformisme.

L'idée principale derrière le mouvement punk est la liberté de penser, ou penser pour soi-même. En politique, cela mène à une large population préconisant l'anarchie ; en musique, cela mène à un nouveau style. La conformité serait vue comme une dangereuse coercition sociale. En effet, il s'agirait d'une méthode d'aliénation de la pensée, qui cacherait aux gens la véritable nature de la société et leur forcerait à obéir aux désirs de ceux qui ont le pouvoir, qui contrôleraient les mouvements populaires et/ou gouvernementaux.
Par ailleurs, certains considèrent qu'une personne s'habillant comme un punk et écoutant du punk, serait simplement conforme aux codes du mouvement punk sans en être un vraiment, car le punk serait avant tout un état d'esprit.
L'idéologie punk s'oppose généralement à la société de consommation, privilégiant le Do it yourself. Toutefois, le mouvement punk, bien qu'ayant sa propre philosophie n'échappe pas à l'industrie culturelle et la standardisation de la consommation.

### Conservatisme
Certains punks célèbres se revendiquent conservateurs :
- John Lydon, alias Johnny Rotten, ancien chanteur des Sex Pistols et de Public Image Limited, qui a soutenu publiquement Donald Trump lors de l'élection présidentielle américaine de 2020[2]et avait déjà pris position, dès 2017, en faveur du Brexit et de Nigel Farage[3] ;
- Johnny Ramone, des Ramones, qui a soutenu publiquement le président américain George Bush ;
- Michale Graves, ancien chanteur des Misfits, qui est le fondateur du site internet Conservative Punk, fermé vers 2013, passé sur Facebook puis fermé également ;
- Patrick Eudeline, chanteur et guitariste d'Asphalt Jungle, groupe pionnier du punk français ;
- Dave Smalley, chanteur des groupes DYS, Dag Nasty, Down by Law et All ;
- Beaucoup de groupes, ou d'acteurs de la scène hardcore/crossover (de la Côte Est en particulier) revendiquent un fort conservatisme ou nationalisme, tels S.O.D., M.O.D., Carnivore, Gang Green (via leur titre "Kill a Commie"), the F.U.'s (particulièrement via leur album My America), Youth Defense League, One Life Crew, Pitboss 2000, Empire Falls, American Eagle, etc ; et dans une certaine mesure, des groupes ou personnalités comme les pionniers Agnostic Front (via certains de leurs titres, comme Public Assistance), Iron Cross, Warzone, Sick of It All (pro-armes, pro-peine de mort), 25 Ta Life (anti-avortement sous l’impulsion de leur ex-leader Rick Healey, dit Rick ta Life), Jason O'Toole de Life's Blood, les pionniers du NYHC (et du hardcore métallique) français Kickback, etc.

Cependant, le mouvement punk reste généralement présenté comme étant, par nature, plutôt de gauche et libertaire.